# Tiora plumbeus
Tiora plumbeus är en fjärilsart som beskrevs av Courvoisier 1913. Tiora plumbeus ingår i släktet Tiora och familjen juvelvingar. Inga underarter finns listade i Catalogue of Life.